# 從四位
從四位為日本品秩與神階的一種，位於正四位之下、正五位之上，勳等上相當於勳四等，追贈時則稱為贈從四位。

## 解說
律令制度中從四位相當於左京大夫、右京大夫等管理朝廷内行政事務的長官、次官。從四位下以上至正四位上者並非公卿之故，敬稱為在姓氏與名諱後，增加官位與朝臣之名。例如「細川右京大夫從四位下源勝元朝臣」
律令制度時三位以上列為公卿，四位則以藤原氏的旁系或非藤原氏的中級貴族為主。當武門之首清和源氏、桓武平氏初敘從五位下而極位正四位的狀況時，既非嫡子又無擁有武勳者可以說是不可能昇至此位。
鎌倉時代北條氏掌握政權後，不只是北條氏嫡子昇為正四位上，北條氏家族一門與有力家臣也獲得從四位下等官位。
室町時代以後各地有力大名均可獲得此位，尤其是負責三管領四職的足利氏一門、有力守護大名、或是名門出身的守護家柄。
足利幕府將軍雖然起初是任職權大納言等公卿相當的品秩，但室町時代後期以降將軍後繼者的競爭更為激烈，13代將軍足利義輝、足利義昭等皆以從四位下接任征夷大將軍，為跳過正四位以從四位之身位列公卿的例子。
進入戰國時代後三好氏等幕府相伴眾也位列從四位下，也發生家臣松永久秀也與本家一樣位居從四位下等與實力相應的狀況。
織田信長的後繼者豐臣秀吉在消滅室町幕府後，將德川家康或前田利家等重臣升為二位、三位之品秩，其嫡長子與重臣則昇為從四位。
德川家康建立江戸幕府後，親藩大名與譜代大名家內的老中等重臣、旗本中的高家、外樣大名中10萬石以上者皆擁有此位。
明治時代從四位相當於華族中的男爵位，與陸海軍的中將。
今天主要是有所功勞的公務員、在藝術、文化、學術研究擁有功績的大學教授。

## 外部連結
- 位階令